# Elecciones primarias de Argentina de 2021
El 12 de septiembre de 2021 se realizaron las elecciones primarias, abiertas, simultáneas y obligatorias (PASO), con el fin de determinar las candidaturas para los cargos nacionales en las elecciones legislativas del mes de noviembre de 2021.
Las PASO para los cargos de diputados nacionales se realizaron en los 24 distritos electorales, mientras que las PASO para senadores nacionales se realizaron en ocho distritos. Sólo las agrupaciones políticas que obtuvieron el 1,5 % o más de votos válidos en las PASO, quedaron habilitadas para presentarse en las elecciones generales del 14 de noviembre de 2021.

## Cargos a elegir

### Diputados nacionales
La Cámara de Diputados renovó 127 de sus 257 miembros por un período de 4 años. Según la Constitución Nacional, los diputados deben elegirse por distrito, en proporción a la población de cada uno de ellos. La cantidad de diputados por distrito vigente en 2021 fue establecida por la Ley N° 22.847, sancionada en 1983 por el gobierno de facto de Reynaldo Bignone, que dispuso a su vez que ninguna provincia puede tener menos de cinco diputados.
Ordenados por cantidad de diputados a elegir en 2021, a cada distrito le correspondieron los siguientes: Provincia de Buenos Aires (35), Capital Federal (13), Córdoba (9), Santa Fe (9), Entre Ríos (5), Mendoza (5), Chaco (4), Tucumán (4), Catamarca (3), Corrientes (3), Jujuy (3), La Pampa (3), Misiones (3), Neuquén (3), Salta (3), San Juan (3), San Luis (3), Santa Cruz (3), Santiago del Estero (3), Chubut (2), Formosa (2), La Rioja (2), Río Negro (2) y Tierra del Fuego, Antártida e Islas del Atlántico Sur (2).

### Senadores nacionales
En 2021 se renovó un tercio del Senado, exactamente 24 senadores. Los distritos que eligieron sus tres senadores (dos por la mayoría y uno por la minoría) para el período 2021-2027 fueron: Catamarca, Chubut, Córdoba, Corrientes, La Pampa, Mendoza, Santa Fe y Tucumán.

## Resultados por distrito

### Cámara de Diputados
|  | 37,95 % |

|  | 60,34 % |

|  | 39,66 % |

|  | 33,80 % |

|  | 100 % |

|  | 5,04 % |

|  | 82,70 % |

|  | 17,30 % |

|  | 4,86 % |

|  | 100 % |

|  | 3,71 % |

|  | 100 % |

|  | 1,53 % |

|  | 100 % |

|  | 1,12 % |

|  | 100 % |

|  | 0,96 % |

|  | 100 % |

|  | 0,92 % |

|  | 70,66 % |

|  | 29,34 % |

|  | 0,85 % |

|  | 100 % |

|  | 0,60 % |

|  | 100 % |

|  | 0,59 % |

|  | 100 % |

|  | 0,54 % |

|  | 100 % |

|  | 0,53 % |

|  | 100 % |

|  | 0,50 % |

|  | 100 % |

|  | 0,41 % |

|  | 100 % |

|  | 0,34 % |

|  | 100 % |

|  | 0,29 % |

|  | 100 % |

|  | 0,27 % |

|  | 100 % |

|  | 0,17 % |

|  | 100 % |

|  | 0,16 % |

|  | 100 % |

|  | 0,10 % |

|  | 100 % |

|  | 0,09 % |

|  | 100 % |

|  | 0,03 % |

|  | 100 % |

|  | 0,03 % |

|  | 100 % |

|  | 95,39 % |

|  | 4,61 % |

|  | 98,39 % |

|  | 1,61 % |

|  | 68,41 % |

|  | 100 % |

|  | 48,17 % |

|  | 68,48 % |

|  | 23,26 % |

|  | 8,26 % |

|  | 24,71 % |

|  | 100 % |

|  | 13,70 % |

|  | 100 % |

|  | 6,20 % |

|  | 86,52 % |

|  | 13,48 % |

|  | 2,64 % |

|  | 100 % |

|  | 0,68 % |

|  | 100 % |

|  | 0,50 % |

|  | 100 % |

|  | 0,43 % |

|  | 100 % |

|  | 0,41 % |

|  | 100 % |

|  | 0,40 % |

|  | 100 % |

|  | 0,26 % |

|  | 100 % |

|  | 0,21 % |

|  | 100 % |

|  | 0,19 % |

|  | 100 % |

|  | 0,12 % |

|  | 100 % |

|  | 98,62 % |

|  | 1,38 % |

|  | 98,22 % |

|  | 1,78 % |

|  | 70,70 % |

|  | 100 % |

|  | 49,63 % |

|  | 100 % |

|  | 28,43 % |

|  | 51,98 % |

|  | 48,02 % |

|  | 3,81 % |

|  | 100 % |

|  | 2,98 % |

|  | 59,72 % |

|  | 40,28 % |

|  | 1,89 % |

|  | 100 % |

|  | 1,04 % |

|  | 100 % |

|  | 87,78 % |

|  | 12,22 % |

|  | 98,63 % |

|  | 1,37 % |

|  | 64,01 % |

|  | 100 % |

|  | 43,30 % |

|  | 55,26 % |

|  | 37,30 % |

|  | 7,45 % |

|  | 35,00 % |

|  | 79,48 % |

|  | 7,01 % |

|  | 6,74 % |

|  | 4,00 % |

|  | 2,76 % |

|  | 7,69 % |

|  | 100 % |

|  | 2,14 % |

|  | 100 % |

|  | 1,85 % |

|  | 100 % |

|  | 1,18 % |

|  | 100 % |

|  | 0,70 % |

|  | 100 % |

|  | 0,59 % |

|  | 100 % |

|  | 92,45 % |

|  | 7,55 % |

|  | 98,31 % |

|  | 1,69 % |

|  | 60,95 % |

|  | 100 % |

|  | 39,26 % |

|  | 58,38 % |

|  | 32,01 % |

|  | 9,60 % |

|  | 26,17 % |

|  | 80,55 % |

|  | 19,45 % |

|  | 13,16 % |

|  | 100 % |

|  | 9,37 % |

|  | 54,19 % |

|  | 45,81 % |

|  | 7,29 % |

|  | 100 % |

|  | 95,25 % |

|  | 4,75 % |

|  | 93,41 % |

|  | 6,59 % |

|  | 66,60 % |

|  | 100 % |

|  | 47,40 % |

|  | 58,76 % |

|  | 34,93 % |

|  | 3,57 % |

|  | 2,74 % |

|  | 24,52 % |

|  | 100 % |

|  | 10,90 % |

|  | 100 % |

|  | 4,34 % |

|  | 50,31 % |

|  | 28,59 % |

|  | 21,10 % |

|  | 3,56 % |

|  | 100 % |

|  | 2,13 % |

|  | 27,99 % |

|  | 19,88 % |

|  | 14,65 % |

|  | 13,27 % |

|  | 12,25 % |

|  | 11,96 % |

|  | 1,61 % |

|  | 100 % |

|  | 0,74 % |

|  | 100 % |

|  | 0,67 % |

|  | 100 % |

|  | 0,57 % |

|  | 100 % |

|  | 0,42 % |

|  | 100 % |

|  | 0,32 % |

|  | 100 % |

|  | 0,32 % |

|  | 100 % |

|  | 97,50 % |

|  | 2,50 % |

|  | 97,13 % |

|  | 2,87 % |

|  | 63.32 % |

|  | 100 % |

|  | 58,33 % |

|  | 75,27 % |

|  | 14,53 % |

|  | 10,20 % |

|  | 33,78 % |

|  | 85,17 % |

|  | 14,83 % |

|  | 2,77 % |

|  | 60,90 % |

|  | 39,10 % |

|  | 1,95 % |

|  | 100 % |

|  | 96,83 % |

|  | 3,17 % |

|  | 97,99 % |

|  | 2,01 % |

|  | 64,64 % |

|  | 100 % |

|  | 51,81 % |

|  | 64,74 % |

|  | 31,82 % |

|  | 3,45 % |

|  | 29,56 % |

|  | 100 % |

|  | 4,19 % |

|  | 100 % |

|  | 3,59 % |

|  | 59,02 % |

|  | 40,98 % |

|  | 3,52 % |

|  | 100 % |

|  | 3,32 % |

|  | 100 % |

|  | 1,66 % |

|  | 100 % |

|  | 97,65 % |

|  | 2,35 % |

|  | 96,15 % |

|  | 3,85 % |

|  | 72,46 % |

|  | 100 % |

|  | 48,19 % |

|  | 100 % |

|  | 28,85 % |

|  | 100 % |

|  | 19,10 % |

|  | 100 % |

|  | 2,61 % |

|  | 100 % |

|  | 98,75 % |

|  | 1,25 % |

|  | 98,28 % |

|  | 1,72 % |

|  | 68.54 % |

|  | 100 % |

|  | 46,52 % |

|  | 100 % |

|  | 28,40 % |

|  | 100 % |

|  | 23,14 % |

|  | 79,66 % |

|  | 20,34 % |

|  | 98,06 % |

|  | 1,94 % |

|  | 96,21 % |

|  | 3,79 % |

|  | 64.35 % |

|  | 100 % |

|  | 48,56 % |

|  | 48,52 % |

|  | 32,81 % |

|  | 6,98 % |

|  | 5,95 % |

|  | 5,74 % |

|  | 38,31 % |

|  | 100 % |

|  | 4,87 % |

|  | 53,31 % |

|  | 46,69 % |

|  | 2,64 % |

|  | 100 % |

|  | 2,30 % |

|  | 100 % |

|  | 96,68 % |

|  | 3,32 % |

|  | 96,28 % |

|  | 3,72 % |

|  | 68,99 % |

|  | 100 % |

|  | 52,51 % |

|  | 88,54 % |

|  | 6,27 % |

|  | 5,19 % |

|  | 23,21 % |

|  | 100 % |

|  | 10,95 % |

|  | 100 % |

|  | 5,08 % |

|  | 51,06 % |

|  | 48,94 % |

|  | 4,58 % |

|  | 100 % |

|  | 1,33 % |

|  | 100 % |

|  | 97,66 % |

|  | 2,34 % |

|  | 96,27 % |

|  | 3,73 % |

|  | 62,67 % |

|  | 100 % |

|  | 42,34 % |

|  | 90,69 % |

|  | 9,31 % |

|  | 25,18 % |

|  | 100 % |

|  | 5,62 % |

|  | 100 % |

|  | 4,91 % |

|  | 69,93 % |

|  | 30,07 % |

|  | 3,49 % |

|  | 100 % |

|  | 3,42 % |

|  | 100 % |

|  | 3,09 % |

|  | 100 % |

|  | 0,94 % |

|  | 100 % |

|  | 88,99 % |

|  | 11,01 % |

|  | 96,56 % |

|  | 3,44 % |

|  | 73,80 % |

|  | 100 % |

|  | 40,30 % |

|  | 31,63 % |

|  | 27,98 % |

|  | 18,14 % |

|  | 13,83 % |

|  | 8,42 % |

|  | 32,66 % |

|  | 100 % |

|  | 17,71 % |

|  | 38,76 % |

|  | 32,00 % |

|  | 29,23 % |

|  | 3,28 % |

|  | 100 % |

|  | 3,18 % |

|  | 100 % |

|  | 97,13 % |

|  | 2,87 % |

|  | 97,80 % |

|  | 2,20 % |

|  | 65,60 % |

|  | 100 % |

|  | 35,83 % |

|  | 49,06 % |

|  | 47,72 % |

|  | 3,22 % |

|  | 18,19 % |

|  | 100 % |

|  | 15,44 % |

|  | 61,33 % |

|  | 20,82 % |

|  | 17,86 % |

|  | 12,46 % |

|  | 100 % |

|  | 7,82 % |

|  | 75.54 % |

|  | 24,46 % |

|  | 5,00 % |

|  | 100 % |

|  | 2,14 % |

|  | 100 % |

|  | 1,18 % |

|  | 100 % |

|  | 98,06 % |

|  | 1,94 % |

|  | 93,37 % |

|  | 6,63 % |

|  | 75,95 % |

|  | 100 % |

|  | 34,76 % |

|  | 100 % |

|  | 27,02 % |

|  | 67,42 % |

|  | 23,63 % |

|  | 8,95 % |

|  | 25,09 % |

|  | 100 % |

|  | 5,33 % |

|  | 54,76 % |

|  | 45,24 % |

|  | 2,66 % |

|  | 100 % |

|  | 2,58 % |

|  | 100 % |

|  | 97,44 % |

|  | 2,56 % |

|  | 93,84 % |

|  | 6,16 % |

|  | 67,92 % |

|  | 100 % |

|  | 30,46 % |

|  | 68,80 % |

|  | 31,20 % |

|  | 29,63 % |

|  | 36,27 % |

|  | 29,87 % |

|  | 18,17 % |

|  | 15,69 % |

|  | 12,11 % |

|  | 100 % |

|  | 10,67 % |

|  | 100 % |

|  | 5,05 % |

|  | 61,82 % |

|  | 38,18 % |

|  | 3,55 % |

|  | 100 % |

|  | 2,83 % |

|  | 100 % |

|  | 0,74 % |

|  | 100 % |

|  | 95,04 % |

|  | 4,96 % |

|  | 94,58 % |

|  | 5,42 % |

|  | 58,42 % |

|  | 100 % |

|  | 43,06 % |

|  | 100 % |

|  | 38,27 % |

|  | 100 % |

|  | 8,98 % |

|  | 100 % |

|  | 6,88 % |

|  | 53,89 % |

|  | 46,11 % |

|  | 97,19 % |

|  | 2,81 % |

|  | 97,00 % |

|  | 3,00 % |

|  | 67,21 % |

|  | 100 % |

|  | 46,97 % |

|  | 100 % |

|  | 37,44 % |

|  | 100 % |

|  | 6,45 % |

|  | 59,80 % |

|  | 40,20 % |

|  | 2,45 % |

|  | 68,00 % |

|  | 32,00 % |

|  | 2,05 % |

|  | 100 % |

|  | 1,50 % |

|  | 100 % |

|  | 0,55 % |

|  | 100 % |

|  | 0,45 % |

|  | 100 % |

|  | 97,86 % |

|  | 2,14 % |

|  | 95,63 % |

|  | 4,37 % |

|  | 69,08 % |

|  | 100 % |

|  | 38,41 % |

|  | 30,87 % |

|  | 26,50 % |

|  | 24,11 % |

|  | 7,73 % |

|  | 7,15 % |

|  | 3,64 % |

|  | 26,49 % |

|  | 100 % |

|  | 23,58 % |

|  | 100 % |

|  | 7,87 % |

|  | 61,84 % |

|  | 38,16 % |

|  | 1,75 % |

|  | 100 % |

|  | 98,10 % |

|  | 1,90 % |

|  | 93,58 % |

|  | 6,42 % |

|  | 63,91 % |

|  | 100 % |

|  | 39,98 % |

|  | 30,14 % |

|  | 27,44 % |

|  | 23,95 % |

|  | 16,46 % |

|  | 2,01 % |

|  | 29,22 % |

|  | 66,89 % |

|  | 33,11 % |

|  | 10,88 % |

|  | 69,63 % |

|  | 30,37 % |

|  | 3,18 % |

|  | 100 % |

|  | 2,92 % |

|  | 100 % |

|  | 1,88 % |

|  | 70,09 % |

|  | 29,91 % |

|  | 1,86 % |

|  | 100 % |

|  | 1,74 % |

|  | 71,90 % |

|  | 15,09 % |

|  | 13,01 % |

|  | 1,67 % |

|  | 68,63 % |

|  | 31,37 % |

|  | 0,66 % |

|  | 100 % |

|  | 0,40 % |

|  | 100 % |

|  | 0,37 % |

|  | 100 % |

|  | 0,33 % |

|  | 100 % |

|  | 95,09 % |

|  | 4,91 % |

|  | 94,39 % |

|  | 5,61 % |

|  | 64,34 % |

|  | 100 % |

|  | 55,77 % |

|  | 100 % |

|  | 15,56 % |

|  | 57,53 % |

|  | 42,47 % |

|  | 9,56 % |

|  | 100 % |

|  | 8,26 % |

|  | 100 % |

|  | 3,83 % |

|  | 100 % |

|  | 2,40 % |

|  | 55,89 % |

|  | 44,11 % |

|  | 1,56 % |

|  | 100 % |

|  | 1,34 % |

|  | 100 % |

|  | 98,28 % |

|  | 1,72 % |

|  | 98,18 % |

|  | 1,82 % |

|  | 68,76 % |

|  | 100 % |

|  | 36,35 % |

|  | 43,81 % |

|  | 28,97 % |

|  | 12,96 % |

|  | 9,76 % |

|  | 4,50 % |

|  | 32,99 % |

|  | 100 % |

|  | 12,51 % |

|  | 100 % |

|  | 6,11 % |

|  | 100 % |

|  | 4,39 % |

|  | 100 % |

|  | 3,17 % |

|  | 100 % |

|  | 2,01 % |

|  | 100 % |

|  | 97,53 % |

|  | 2,47 % |

|  | 90,84 % |

|  | 9,16 % |

|  | 72.22 % |

|  | 100 % |

|  | 49,40 % |

|  | 60,36 % |

|  | 39,64 % |

|  | 34,55 % |

|  | 41,18 % |

|  | 38,59 % |

|  | 20,22 % |

|  | 7,15 % |

|  | 100 % |

|  | 2,61 % |

|  | 100 % |

|  | 2,03 % |

|  | 72,73 % |

|  | 27,27 % |

|  | 1,09 % |

|  | 100 % |

|  | 0,48 % |

|  | 100 % |

|  | 0,27 % |

|  | 100 % |

|  | 97,58 % |

|  | 2,42 % |

|  | 97,90 % |

|  | 2,10 % |

|  | 79,19 % |

|  | 100 % |

1. ↑  Estamos con Vos declinó su participación para las elecciones legislativas.[15]

### Senado
- Catamarca
- Chubut
- Córdoba
- Corrientes
- La Pampa
- Mendoza
- Santa Fe
- Tucumán

|  | 50,27 % |

|  | 100 % |

|  | 29,11 % |

|  | 52,33 % |

|  | 47,67 % |

|  | 3,78 % |

|  | 100 % |

|  | 2,99 % |

|  | 60,27 % |

|  | 39,73 % |

|  | 1,91 % |

|  | 100 % |

|  | 1,05 % |

|  | 100 % |

|  | 89,11 % |

|  | 10,89 % |

|  | 98,59 % |

|  | 1,41 % |

|  | 64,01 % |

|  | 100 % |

|  | 39,46 % |

|  | 58,67 % |

|  | 31,54 % |

|  | 9,79 % |

|  | 26,55 % |

|  | 81,13 % |

|  | 18,87 % |

|  | 13,52 % |

|  | 100 % |

|  | 9,30 % |

|  | 54,58 % |

|  | 45,42 % |

|  | 7,31 % |

|  | 100 % |

|  | 96,14 % |

|  | 3,86 % |

|  | 93,30 % |

|  | 6,70 % |

|  | 66,72 % |

|  | 100 % |

|  | 47,72 % |

|  | 57,52 % |

|  | 36,23 % |

|  | 3,66 % |

|  | 2,59 % |

|  | 24,42 % |

|  | 100 % |

|  | 10,87 % |

|  | 100 % |

|  | 4,29 % |

|  | 51,70 % |

|  | 27,36 % |

|  | 20,94 % |

|  | 3,47 % |

|  | 100 % |

|  | 2,12 % |

|  | 28,30 % |

|  | 19,69 % |

|  | 14,61 % |

|  | 13,21 % |

|  | 12,17 % |

|  | 12,02 % |

|  | 1,60 % |

|  | 100 % |

|  | 0,72 % |

|  | 100 % |

|  | 0,68 % |

|  | 100 % |

|  | 0,57 % |

|  | 100 % |

|  | 0,41 % |

|  | 100 % |

|  | 0,33 % |

|  | 100 % |

|  | 0,32 % |

|  | 100 % |

|  | 97,52 % |

|  | 2,48 % |

|  | 97,08 % |

|  | 2,92 % |

|  | 63,32 % |

|  | 100 % |

|  | 58,58 % |

|  | 90,37 % |

|  | 9,63 % |

|  | 34,15 % |

|  | 85,35 % |

|  | 14,65 % |

|  | 2,74 % |

|  | 61,05 % |

|  | 38,95 % |

|  | 1,92 % |

|  | 100 % |

|  | 97,39 % |

|  | 2,61 % |

|  | 97,88 % |

|  | 2,12 % |

|  | 64,64 % |

|  | 100 % |

|  | 48,69 % |

|  | 47,77 % |

|  | 33,96 % |

|  | 6,92 % |

|  | 5,94 % |

|  | 5,42 % |

|  | 38,21 % |

|  | 100 % |

|  | 4,87 % |

|  | 53,52 % |

|  | 46,48 % |

|  | 2,66 % |

|  | 100 % |

|  | 2,30 % |

|  | 100 % |

|  | 96,73 % |

|  | 3,27 % |

|  | 96,24 % |

|  | 3,76 % |

|  | 68,99 % |

|  | 100 % |

|  | 42,43 % |

|  | 90,79 % |

|  | 9,21 % |

|  | 25,30 % |

|  | 100 % |

|  | 5,62 % |

|  | 100 % |

|  | 4,89 % |

|  | 69,62 % |

|  | 30,38 % |

|  | 3,49 % |

|  | 100 % |

|  | 3,39 % |

|  | 100 % |

|  | 3,14 % |

|  | 100 % |

|  | 0,94 % |

|  | 100 % |

|  | 89,20 % |

|  | 10,80 % |

|  | 96,54 % |

|  | 3,46 % |

|  | 73,81 % |

|  | 100 % |

|  | 39,79 % |

|  | 30,65 % |

|  | 28,58 % |

|  | 24,38 % |

|  | 16,38 % |

|  | 29,86 % |

|  | 67,04 % |

|  | 32,96 % |

|  | 11,15 % |

|  | 68,10 % |

|  | 31,90 % |

|  | 2,79 % |

|  | 100 % |

|  | 2,66 % |

|  | 100 % |

|  | 1,80 % |

|  | 68,23 % |

|  | 31,77 % |

|  | 1,80 % |

|  | 100 % |

|  | 1,73 % |

|  | 71,90 % |

|  | 15,01 % |

|  | 13,09 % |

|  | 1,65 % |

|  | 68,65 % |

|  | 31,35 % |

|  | 0,67 % |

|  | 100 % |

|  | 0,40 % |

|  | 100 % |

|  | 0,38 % |

|  | 100 % |

|  | 0,33 % |

|  | 100 % |

|  | 95,01 % |

|  | 4,99 % |

|  | 94,46 % |

|  | 5,54 % |

|  | 64,34 % |

|  | 100 % |

|  | 48,58 % |

|  | 61,31 % |

|  | 38,69 % |

|  | 35,09 % |

|  | 41,19 % |

|  | 39,65 % |

|  | 19,16 % |

|  | 7,48 % |

|  | 100 % |

|  | 2,71 % |

|  | 100 % |

|  | 1,99 % |

|  | 72,33 % |

|  | 27,67 % |

|  | 1,08 % |

|  | 100 % |

|  | 0,48 % |

|  | 100 % |

|  | 0,28 % |

|  | 100 % |

|  | 97,69 % |

|  | 2,31 % |

|  | 97,85 % |

|  | 2,15 % |

|  | 79,19 % |

|  | 100 % |

## Reacciones
Los resultados fueron en gran medida negativos para el Frente de Todos, que recibió alrededor del 31% del voto popular en todo el país y perdió en provincias de tendencia tradicionalmente peronista como Buenos Aires, Chaco, La Pampa, Misiones, Santa Cruz y Tierra del Fuego. Con un agregado nacional del 42%, Juntos por el Cambio fue la alianza más votada en 15 de los 24 distritos, mientras que los partidos provinciales ganaron en Neuquén (Movimiento Popular Neuquino) y en Río Negro (Juntos Somos Río Negro). A nivel nacional se ubicó en tercer lugar los frentes libertarios "Avanza Libertad" y "La Libertad Avanza", que compitieron en la Provincia de Buenos Aires y en la Ciudad de Buenos Aires respectivamente, y obtuvieron el 6,85% de los votos en general, con un resultado particularmente fuerte en la Ciudad, donde el frente se convirtió en la tercera fuerza con el 13,66%. El Frente de Izquierda y de Trabajadores - Unidad fue la cuarta alianza más votada, con resultados excepcionalmente buenos en Jujuy (23,31%), Ciudad de Buenos Aires (6,23%) y Provincia de Buenos Aires (5,22%).
Con una participación del 66,21%, las primarias de 2021 tuvieron la participación más baja desde la implementación del sistema PASO en 2011, y fueron las elecciones nacionales menos concurridas desde las elecciones legislativas de 1926.
El día siguiente a las elecciones, el peso obtuvo una apreciación.
Tres días después de los resultados, el 15 de septiembre, varios funcionarios del gobierno pusieron sus renuncias a disposición del Presidente, entre ellos Eduardo de Pedro, ministro de Interior; Fernanda Raverta, directora del ANSES; Luana Volnovich, directora del PAMI; Roberto Salvarezza, ministro de Ciencia y Tecnología; Martín Soria, ministro de Justicia; Juan Cabandié, ministro de Ambiente; Tristán Bauer, ministro de Cultura; Victoria Donda, directora del INADI; Paula Español, secretaria de Comercio Interior; Pablo Ceriani, presidente de Aerolíneas Argentinas y Martín Sabbatella, presidente de ACUMAR.
El 20 de septiembre, Alberto Fernández tomó juramento a sus nuevos ministros: Juan Manzur, jefe de Gabinete; Santiago Cafiero, canciller; Aníbal Fernández, ministro de Seguridad; Jaime Perczyk, ministro de Educación; Daniel Filmus, ministro de Ciencia y Tecnología; Julián Domínguez, ministro de Agricultura y Juan Ross, secretario de Comunicación y Prensa.